# Sanglante semaine
À ne pas confondre avec la Semaine sanglante, répression de la Commune de Paris en 1871.
La sanglante semaine est le mouvement de répression du 9 au 15 avril 1834, qui a mis fin à la révolte des canuts à Lyon en France.